# Нихоммацу
Нихоммацу (яп. 二本松市 Нихоммацу-си) — город в Японии, находящийся в префектуре Фукусима. Площадь города составляет 344,65 км², население — 56 438 человек (1 августа 2014), плотность населения — 163,75 чел./км².

## Географическое положение
Город расположен на острове Хонсю в префектуре Фукусима региона Тохоку. С ним граничат города Фукусима, Корияма, Тамура, Мотомия, посёлки Кавамата, Намиэ, Инавасиро и сёла Отама, Кацурао.

## Население
Население города составляет 56 438 человек (1 августа 2014), а плотность — 163,75 чел./км². Изменение численности населения с 1980 по 2005 годы:
| 1980 | 66 709 чел. |  |
| 1985 | 67 154 чел. |  |
| 1990 | 66 988 чел. |  |
| 1995 | 67 269 чел. |  |
| 2000 | 66 077 чел. |  |
| 2005 | 63 178 чел. |  |

## Символика
Деревом города считается сакура, цветком — хризантема, птицей — Cettia diphone.